# Блейк, Роберт (адмирал)
Роберт Блейк (англ. Robert Blake; август 1599, Бриджуотер, Сомерсетшир — 17 августа 1657, около Плимута) — английский адмирал, деятель Английской революции, сподвижник Оливера Кромвеля. Депутат парламента в 1640 и 1645 годах. Во время гражданских войн 1642—1646 и 1648 командовал отдельными кавалерийскими отрядами, действовавшими против роялистов.

## Биография
Роберт Блейк родился в августе 1599 года в Бриджуотере, графство Соммерсет, в семье состоятельного купца, окончил Оксфордский университет и в 1640 году был избран в «короткий парламент». Как пуританин он выступил против Карла I.
Во время гражданских войн 1642—1646 и 1648 годов Блейк отличился в качестве командира им самим набранного полка в сражениях против роялистов. Победы его кавалерийского полка, его личная смелость и решительность снискали ему заслуженную славу при обороне Лайм-Региса (Дорсетшир) в 1644 году и при удержании Таунтона (Сомерсет) от осаждавших его более года (1644—1645) роялистов. В 1645 году был выбран в так называемый «долгий» парламент, примкнул к республиканцам и вскоре сделался главой пуританской партии.

## Морская карьера
Хотя полковник Блейк ни разу не вступал на палубу корабля до 1649 года, Кромвель, зная его энергию и твердость характера, поручил ему командование английскими морскими силами, назначив сразу адмиралом. Морское дело и тактику Блейк постигал в ходе боевых действий. Под его начальством английский флот в 1650 году восемь месяцев блокировал флот принца Руперта в Кинсейле (Ирландия). Однако буря рассеяла корабли Блейка, и принцу удалось уйти в Лиссабон. Там его снова блокировал Блейк, который захватил несколько португальских судов. Принц увел эскадру на Средиземное море, в Малагу. Блейк последовал за ним и при попытке роялистов вырваться из Малаги в ноябре 1650 года истребил их корабли, кроме четырёх или пяти, у Картахены. За это Блейк получил благодарность парламента и награду в 1000 фунтов. В 1651 году руководил захватом островов Силли и Джерси, наводненых пиратами и роялистами.
Во время первой англо-голландской войны 1652—1654 годов Блейк командовал эскадрой в проливе Ла-Манш и в Северном море, первое боевое столкновение произошло 29 мая 1652 года, до начала войны, когда английские корабли атаковали голландскую эскадру после отказа Тромпа приспустить флаг в виде приветствия. Голландцы, потеряв два корабля, ушли в свои порты.
В июне английское правительство отправило эскадру адмирала Эскью в Плимут, а главные силы адмирала Блейка — к берегам Шотландии с целью захвата торговых судов Голландии. Блейк, кроме того, должен был уничтожить голландскую рыболовную флотилию.
28 августа 1652 года голландский адмирал Михаэль Рюйтер одержал крупную победу в Плимутском сражении над английской эскадрой Эскью. Узнав о движении 68 кораблей адмирала Блейка от Гарвича на запад, в поддержку Эскью, голландский флотоводец старался избежать сражения с превосходящими силами противника. Кроме того, его корабли нуждались в порохе, снарядах и врачах. 2 октября между Ньюпортом и Дюнкерком Рюйтер соединился с пришедшими из Текселя 44 кораблями Корнелиса де Витта, который и принял командование. После отправки 10 кораблей на ремонт де Витт располагал 64 кораблями и занимал позицию между Эскью и Блейком. Он решил сражаться, но не организовал разведку, и потому появление Блейка 8 октября оказалось неожиданным.
В последовавшем сражении у мели Кентиш-Нок Блейк по-кавалерийски стремительно атаковал, не дав возможности противнику выстроить флот. Англичане сначала нанесли ущерб рангоуту голландцев, ухудшая их маневренность, а затем сосредоточили огонь по корпусам. Голландские авангард и центр сражались отважно, тогда как арьергард умышленно избегал боя. Англичане решительно нападали, прибегая к абордажу. Голландские корабли были избиты, флагман Рюйтера получил четыре пробоины у ватерлинии. Сражение кончилось с наступлением темноты. Голландцы лишились 20 судов. К Блейку пришло подкрепление из Плимута. Отказавшись от продолжения баталии, 13 октября голландцы вернулись в свои порты. Англичане преследовали слабо, ограничившись перестрелкой с голландским арьергардом.
К декабрю голландцы восстановили численность флота, доведя его до 70 кораблей и нескольких брандеров. Правда, корабли эти в основном являлись вооруженными торговыми судами. Под флагом адмирала М. Тромпа флот вышел из Текселя, конвоируя к мысу Лизард 300 голландских коммерческих судов. Англичане, не ожидая столь быстрого восстановления сил противника, направили часть сил на Средиземное море и в Зунд. Блейк стоял в Дувре с 37 кораблями. Тромп решил его атаковать и разбить. В сражении у мыса Денджнесс 10 декабря первоначально голландцы выдержали натиск англичан, но затем заставили Блейка отступить к Темзе и энергично его преследовали. Два английских корабля сдались и три были уничтожены. Голландцы лишились только одного судна и благополучно провели через Ла-Манш весь конвой.
Зимой в Англии усиленно готовили флот, и уже в феврале 1653 года 68 кораблей выступили в поход. Тем временем голландцы проводили конвои. 27 февраля М. Тромп с 76 кораблями, охраняя 300 коммерческих судов, оказался на меридиане Портленда. Следующим утром завязался бой при Портленде. Около 13 часов стали подходить главные силы противников. Тромп, используя попутный ветер, оставил конвой и с боевыми кораблями атаковал англичан в строю фронта. Англичане обстреливали атаковавших, но Тромп не стрелял, пока не приблизился на расстояние мушкетного выстрела к кораблю Блейка, дал по нему залп с левого борта, затем повернул, дал залп с правого борта и обошел сильно пострадавший флагманский корабль, заставив его оставить на время боевую линию. Сражение длилось до вечера. Ночью оба флота двигались медленно вверх по Ла-Маншу. Портлендское сражение продолжилось недалеко от острова Уайт и длилось целый день. Обе стороны пострадали в перестрелке, англичане взяли несколько поврежденных торговых судов. Тем не менее, располагая всего тридцатью боеспособными кораблями, Тромп и 2 марта вступил в бой. К вечеру Блейк ушел к английскому берегу. Англичане лишились 6 кораблей и потеряли более 2000 убитых и раненых, голландцы — 9 военных и 24 коммерческих судов, но победа осталась за ними, ибо отход Блейка помог голландцам выполнить задачу, и 3 марта конвой прибыл в Дюнкерк.
В сражении 12-13 июня у мели Габбард (у Ньюпорта) после первого дня баталии, превратившейся в свалку, появление 18 кораблей Блейка помогло Монку одержать победу. Англичане с утра возобновили сражение. Воспользовавшись столкновениями голландских судов в центре, они взяли 15 кораблей. К вечеру разбитые голландцы отступили к Вилингену.
После заключения в 1654 году мира с Голландией, Блейк в 1654—1656 годах командовал эскадрой в Средиземном море, где он заставил всех относиться с уважением к республиканскому флагу Англии. Чтобы защитить английскую торговлю в Неаполе от французов, Блейк наложил контрибуции на Тоскану и Папскую область и заставив Папу выплатить вознаграждение за несколько английских призов, которые принц Руперт продал на папской территории.
В 1655 году Блейк напал на Тунис, сжег брандерами стоявший у города флот и, высадив на берег отряд в 1000 человек, уничтожил 3000 турецкий корпус. Затем он обратил свои силы против Алжира и Триполи и освободил всех томившихся там в рабстве англичан.
С Венецией и Тосканой ему удалось заключить тоже очень выгодные для Англии союзы.
С началом англо-испанской войны 1655—1659 годов, Блейк также руководил боевыми действиями на море против Испании. В 1656 году Блейк появился со своим флотом у берега Испании блокировал Кадис. В сентябре его вице-адмирал Монтегю перехватил испанский «Серебряный флот» и овладел двумя испанскими галеонами, основная же часть флота испанцев была сожжена Блейком 20 апреля 1657 года в гавани Санта-Крус-де-Тенерифе, где Блейк одержал блестящую победу, истребив неприятельские суда и береговую оборону, не потеряв ни одного корабля.
Изнуренный от тяжких трудов, болезней и ран, Блейк умер на обратном пути, 17 августа 1657 года, незадолго до вступления его корабля в Плимутскую гавань. Кромвель почтил его память торжественными похоронами в Вестминстерском аббатстве.
В 1660 году, после восстановления династии Стюартов, монархисты уничтожили гробницу Блейка в Вестминстерском аббатстве и выбросили гроб с телом адмирала в Темзу. Позднее гроб был извлечен из реки и захоронен в церкви Сент-Маргарет в Лондоне.